# 宮田重雄
宮田 重雄（みやた しげお、1900年10月31日 - 1971年4月28日）は、日本の画家、医師。

## 経歴・人物

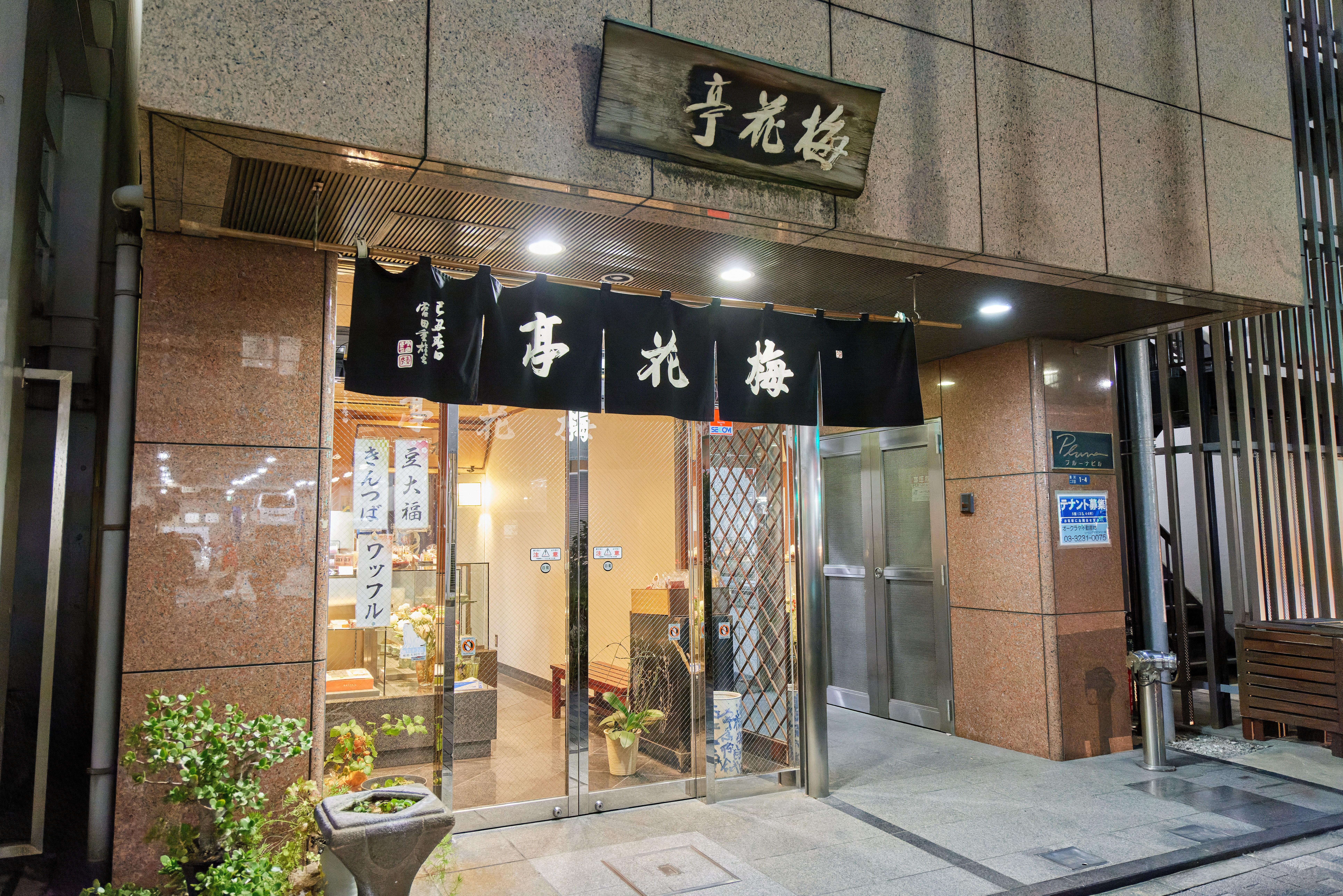
東京・新川（霊岸島）にある和菓子店の梅花亭には宮田が書いたのれんが掛けられて

愛知県名古屋市出身。重陽の節句(9月9日)に生まれたので 重雄と名付けられた。愛知県立第一中学校（現・愛知県立旭丘高等学校）に進学後、慶應義塾大学医学部入学。上京後は勉学と並行して学内に絵画部ジュヌ・パントル[仏語で若い画家の意]を創立、1923年には第1回春陽会に出品、見事入選を果たし、医師と画家、両立の道へと進んでいく。1925年同大学卒業。1928年 - 1930年パリ・パスツール研究所に留学し、医療に従事するかわたら洋画家梅原龍三郎に師事。春陽会、国画会に所属。1934年慶應義塾大学医学博士。論文は「破傷風毒素精製に関する研究」。
小説の挿絵も多く手がけ、戦後NHKラジオ「二十の扉」のレギュラー出演者となって国民的に知られ、1950年成瀬巳喜男の映画『石中先生行状記』に主演するなど俳優としても活動した。また、重亭として俳句を詠み、佐瀬利五郎のペンネームで随筆も書いた。

## 著書
- 『大同小異帖』 竜星閣 1942
- 『さんどりゑ 随筆集』 暁星出版社 1949
- 『自由学校（現代名作画全集第3巻）』1954
- 『竹頭帖』 文藝春秋新社 1959
- 編著『ユトリロ画集』1932

翻訳
- 『V.D.との闘い』 R.A.ヴオンダァレァ,J.R.ヘラー・jr. 評論社 1950